# George Sarton

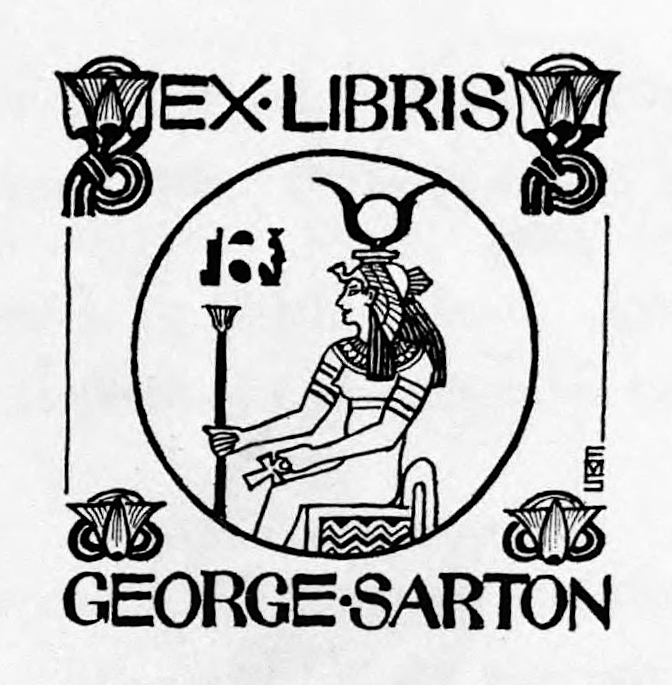

George Alfred Leon Sarton (Gent, 31 augustus 1884 - Cambridge (Massachusetts), 22 maart 1956) was een Belgisch-Amerikaanse wetenschapshistoricus.

## Levensloop
Sarton studeerde filosofie aan de Universiteit van Gent en promoveerde hier in 1911 in de wiskunde. In 1912 begon hij met het tijdschrift Isis, dat aan de geschiedenis van de wetenschap wilde bijdragen. In 1914 week hij met zijn familie uit via Engeland naar Amerika. In 1920 werd hij lector aan de Harvard Universiteit en van 1940 tot 1951 professor in de wetenschapsgeschiedenis.
Met z'n werk heeft George Sarton een belangrijke bijdrage geleverd tot de verzelfstandiging van de wetenschapsgeschiedenis als aparte vakdiscipline. Hij was ervan overtuigd dat vooruitgang enkel gemeten kan worden door middel van de geschiedenis van de wetenschap.
Ter ere van Sartons verdiensten heeft de History of Science Society een wetenschapsprijs naar hem vernoemd: de George Sarton Medaille, de meest prestigieuze internationale prijs op het gebied van de wetenschapsgeschiedenis.
De Universiteit Gent richtte in 1984 een leerstoel in die naar hem genoemd werd. Sinds 1986 reikt zij ook een eigen Sarton Medaille uit.

## Werken
De belangrijkste werken van Sarton zijn:
- Introduction to the history of science, Volume I, II en III, Williams & Wilkins Baltimore, 1927 t/m 1948. (I. From Homer to Omar Khayyam. — II. From Rabbi Ben Ezra to Roger Bacon, pt. 1-2. — III. Science and learning in the fourteenth-century, pt. 1-2.)
- A history of science. Ancient science through the Golden Age of Greece, Harvard University Press Cambridge, 1952.
- A history of science. Hellenistic science and culture in the last three centuries B.C., Harvard University Press Cambridge, 1959.
- The study of the history of science, Harvard University Press Cambridge, 1936. 75 pp. (dt.: Das Studium der Geschichte der Naturwissenschaften, Klostermann Frankfurt am Main, 1965).